# Inner London Crown Court
La cour du Crown Inner London Sessions House, plus connue sous le nom de cour du Crown Inner London et distincte du tribunal des magistrats du Inner London, est un bâtiment de la Crown Court situé à Londres, au Royaume-Uni. Il est situé dans la Sessions House dans le quartier de Newington, dans le borough londonien de Southwark, au sud de Londres. Il existe un bâtiment judiciaire sur le site depuis 1794. 
La Sessions House a été ouverte en 1917 et avait remplacé la Middlesex Sessions House à Clerkenwell Green en 1921. De la création du comté de London en 1889 à 1913, les travaux avaient été partagés entre la Middlesex Sessions House et un bâtiment plus ancien du site de Newington. Le bâtiment a été désigné lieu des tribunaux de la Couronne en 1971 et a été agrandi en 1974 afin de disposer de dix tribunaux. 
Les jardins de Newington se trouvent immédiatement au sud-est, anciennement l'emplacement de Horsemonger Lane Gaol. 

## Galerie

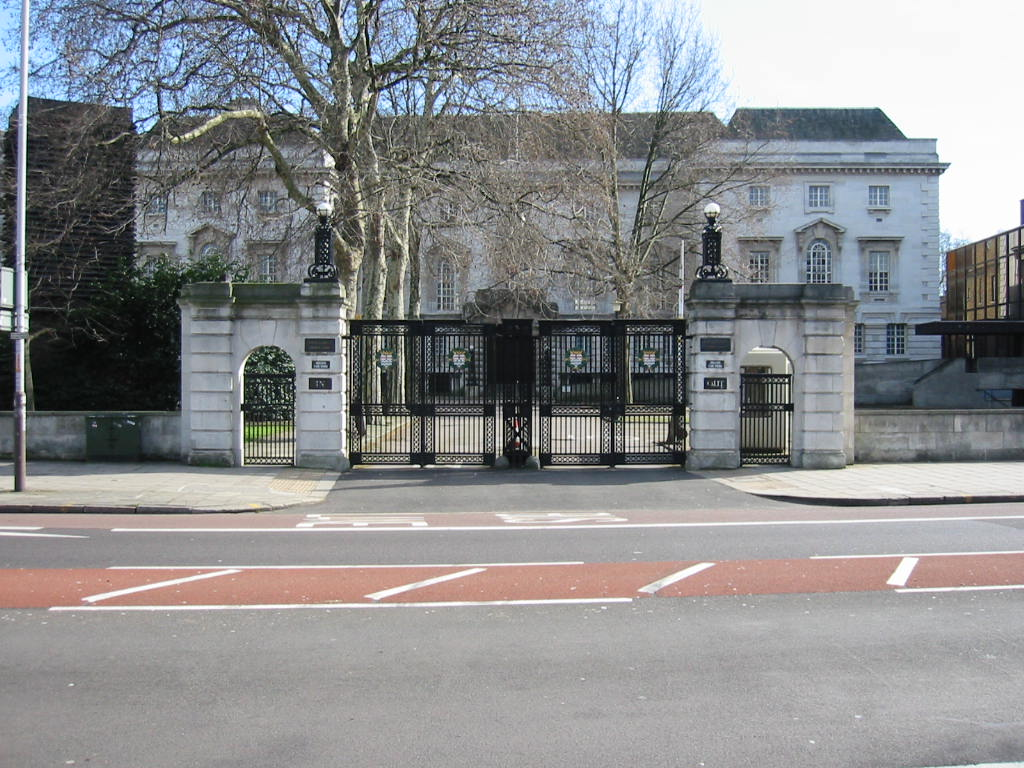
Entrée principale d'Inner London Crown Court
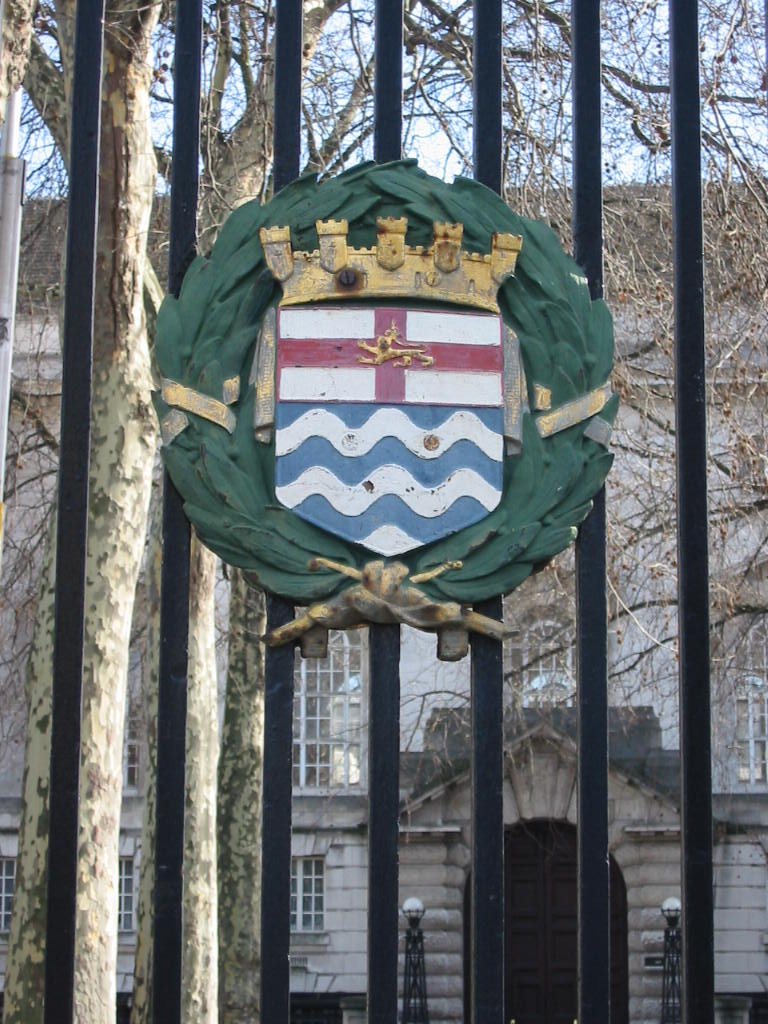
Armoiries du London County Council sur les portes